# Кулаково (Нерчинський район)
Кулако́во (рос. Кулаково) — село у складі Нерчинського району Забайкальського краю, Росія. Входить до складу Пішковського сільського поселення.

## Населення
Населення — 72 особи (2010; 83 у 2002).
Національний склад (станом на 2002 рік):
- росіяни — 98 %